# Lídia Jorge
Lídia Jorge GCIH (Loulé, Boliqueime, 18 de junho de 1946) é uma escritora portuguesa do período pós-Revolução, autora de romances, contos, ensaios, poesia e crónica.

## Vida
Lídia Jorge nasceu no Algarve, em Boliqueime, concelho de Loulé, numa família de agricultores e de emigrantes.
Licenciou-se em Filologia Românica, pela Faculdade de Letras da Universidade de Lisboa, graças ao apoio de uma bolsa da Fundação Calouste Gulbenkian.
Depois de licenciada, foi professora do Ensino Secundário. Foi nessa condição que passou alguns anos decisivos em Angola e Moçambique, acompanhando o marido, durante o último período da Guerra Colonial.
Décadas depois veio lecionar também, como professora convidada, na Faculdade de Letras da Universidade de Lisboa, entre 1995 e 1999.
Por designação do Governo Português, foi membro da Alta Autoridade para a Comunicação Social. 
Integrou o Conselho Geral da Universidade do Algarve.
Embora próxima do Partido Socialista, em 2021, foi nomeada membro do Conselho de Estado, pelo Presidente da Republica Marcelo Rebelo de Sousa, para o período de 2021 a 2026.
No dia 10 de Junho de 2025, na qualidade de conselheira de Estado, interveio nas comemorações do Dia de Portugal, apresentando um discurso cuja recepção pública se dividiu entre o elogio e a reprovação.

## Obra
Lidia Jorge surgiu na escrita com o romance O Dia dos Prodígios (1980). A obra constituiu um acontecimento num período em que se inaugurava uma nova fase da literatura portuguesa e, desde logo, a autora tornou-se um dos nomes de maior interesse dessa fase.
Os títulos seguintes O Cais das Merendas (1982) e Notícia da Cidade Silvestre (1884) foram ambos distinguidos com o Prémio Literário Município de Lisboa, o primeiro dos quais em 1983, ex aequo com Memorial do Convento, de José Saramago.
Notícia da Cidade Silvestre (1984), reafirma o valor da escritora, mas seria com A Costa dos Murmúrios (1988), livro que reflete a experiência passada na África colonial, que a autora consolidaria o seu lugar no panorama literário português.  
Na década de 1990 seguiram-se A Última Dona (1992), O Jardim sem Limites (1995) e O Vale da Paixão (1998).  
Nos anos 2000 editou O Vento Assobiando nas Gruas (2002), posteriormente adaptado para cinema pela realizadora Jeanne Waltz.  
Combateremos a Sombra, publicado em Portugal em 2007, recebeu em França o Prémio Michel Brisset 2008, atribuído pela Associação dos Psiquiatras Franceses.  
Com chancela da Editora Sextante, publicou em 2009, o livro de ensaios Contrato Sentimental, reflexão crítica sobre o futuro de Portugal. Seguiu-se-lhe o romance A Noite das Mulheres Cantoras (2011). Os Memoráveis, publicado em 2014, é um livro sobre a mitologia da Revolução dos Cravos, retomando o tema de O Dia dos Prodígios, seu primeiro livro. Em 2016 publicou O Amor em Lobito Bay e em 2018 Estuário, sobre a vulnerabilidade do tempo atual. 
Já em 2022, a escritora publicou Misericórdia,  uma reflexão sobre a humanidade e uma homenagem à sua mãe, Maria dos Remédios, falecida durante a pandemia de Covid-19. Por este romance, foi distinguida com um conjunto de prémios, como o Grande Prémio de Romance e Novela da Associação Portuguesa de Escritores (2022), o Prémio Eduardo Lourenço (2023), o Prémio de Novela e Romance Urbano Tavares Rodrigues (2023), Prémio do PEN Clube Português de narrativa (2023) ou o Prémio Médicis estrangeiro (2023).
Entretanto, estreara-se na poesia em 2019, com o seu primeiro livro, O Livro das Tréguas, apesar de, curiosamente, Lídia Jorge escrever poesia desde muito jovem. 
Outras publicações incluem as antologias de contos, Marido e Outros Contos (1997), O Belo Adormecido (2003), e Praça de Londres (2008), para além das edições separadas de A Instrumentalina (1992) e O Conto do Nadador (1992).  
Em 2020, com o título de Em Todos os Sentidos, reuniu as crónicas que leu, ao longo de um ano, aos microfones da Rádio Pública, Antena 2.

## Temas
- o passado colonial e ditatorial;
- o significado das revoluções;
- tensões entre a sociedade moderna e pós-moderna;
- conflitos entre gerações;
- ruturas familiares;
- condição feminina;
- emigração.

## Adaptações

### Teatro:
A sua peça de teatro A Maçon foi levada à cena no Teatro Nacional Dona Maria II, em 1997, com encenação de Carlos Avilez. Também uma adaptação teatral de O Dia dos Prodígios foi realizada e encenada por Cucha Carvalheiro no Teatro da Trindade, em Lisboa. Recentemente, Instruções para Voar foi levada à cena pela ACTA, no Teatro Lethes e no Teatro da Trindade. Esta última teve encenação de Juni Dahr e cenografia de Jean-Guy Lecat.

### Cinema:
O romance A Costa dos Murmúrios foi adaptado (2004) ao cinema por Margarida Cardoso. E o conto Miss Beijo foi adaptado para televisão para a RTP em 2021, com realização de Miguel Simal. O romance O Vento Assobiando nas Gruas foi adaptado para cinema pela realizadora Jeanne Waltz. O filme estreou nos cinemas portugueses a 29 de fevereiro de 2024.

## Representação
A agência literária que a representa, a Literarische Agentur Dr. Ray-Güde Mertin - da professora de literatura e agente literária homónima -, hoje dirigida por Nicole Witt, tem sede em Frankfurt.

## Academia
Os romances de Lídia Jorge encontram-se traduzidos em diversas línguas. Obras suas, além de edições no Brasil, estão traduzidas em mais de vinte línguas, designadamente nas línguas inglesa, francesa, alemã, holandesa, espanhola, sueca, hebraica, italiana e grega, e constituem objecto de estudo nos meios universitários portugueses e estrangeiros, tendo-lhes sido dedicadas várias obras de carácter ensaístico.
A escritora portuguesa é inquestionavelmente uma voz singular e reconhecida no panorama da literatura portuguesa contemporânea. Comprovam-no a receptividade do público e da crítica; as repetidas edições das suas obras; as traduções para outras línguas; as teses e os ensaios académicos que se vão apresentando sobre os seus textos em vários países; os prémios nacionais e internacionais que têm distinguido a sua obra; e ainda os volumes monográficos que se debruçam sobre a sua criação literária – por exemplo, o dossiê temático na prestigiada revista norte-americana Portuguese Literary & Cultural Studies, 2, 1999; ou o volume colectivo Para um Leitor Ignorado (Ensaios sobre a ficção de Lídia Jorge), Ana  Paula Ferreira (org,), Texto Editora, 2009. Em 2015, Maria Graciete Besse publicou Lídia Jorge et le sol du monde – une  écriture de l'éthique au féminin, Edição L'Harmattan.
A Universidade do Algarve, a 15 de dezembro de 2010, atribuiu-lhe o doutoramento Honoris Causa. Em 2020, o número 205 da Revista COLÓQUIO LETRAS  foi-lhe dedicado. Em 2021, a número 136 da Revista Espanhola TURIA também lhe dedicou o seu dossier principal. Em setembro desse ano, a Universidade de Genebra, na Suíça, inaugurou a Cátedra Lídia Jorge. Em abril de 2022, na Universidade de Massachussets UMass Amherst, foi inaugurada uma Cátedra Lídia Jorge. E em março de 2024 foi inaugurada a Cátedra Lídia Jorge na Universidade Federa de Goiás, no Brasil. 
A Universidade de Aveiro, por ocasião do seu 51.º aniversário, a 18 de dezembro de 2024, atribuiu o doutoramento Honoris Causa a Lídia Jorge, descrevendo a autora algarvia como "provavelmente a mais internacional das escritoras portuguesas contemporâneas, cujos livros percorrem o mundo, traduzidos nas mais diversas línguas”.  

## Homenagens
A 17 de dezembro de 2004, a Câmara Municipal de Albufeira inaugurou em sua homenagem a Biblioteca Municipal Lídia Jorge. A assinalar o 30.º aniversário da publicação de O Dia dos Prodígios, a Câmara Municipal de Loulé promoveu uma grande exposição bio-bibliográfica Trinta Anos de Escrita Publicada, entre novembro de 2010 e março de 2011, no Convento de Santo António dos Olivais.
Em Portugal, o Presidente da República, Jorge Sampaio, a 9 de março de 2005, condecorou-a com a Grã-Cruz da Ordem do Infante D. Henrique. O Presidente da República Francesa, Jacques Chirac, a 13 de abril de 2005, condecorou-a como Dama da Ordem das Artes e das Letras de França, sendo posteriormente elevada ao grau de Oficial, a 14 de julho de 2015. Em 2006, a autora foi distinguida na Alemanha, com a primeira edição do Prémio de Literatura Albatros da Fundação Günter Grass, atribuído pelo conjunto da sua obra. A União Latina, a 5 de maio de 2011, atribuiu-lhe o Prémio da Latinidade, João Neves da Fontoura. A Associación de Escritores en Língua Gallega atribuiu-lhe em Maio de 2013 o título de Escritora Galega Universal.
Em Portugal, à exceção do livro de ensaios Contrato Sentimental, todos os seus livros têm a chancela das Publicações Dom Quixote.
Dispõe de um texto biográfico (publicado pela editora Guerra e Paz em 2016): Lídia Jorge: a Literatura é o prolongamento da Infância, um diálogo com José Jorge Letria.
A escritora é colaboradora assídua do Jornal de Letras e tem assinado crónicas para os jornais Público e El País.
Em 2022 é uma das galardoadas com o Prémio do Clube das 25 (associação feminista espanhola) que distingue mulheres que se destacaram pela luta pela igualdade de oportunidades.
Em 2023, a sua obra Misericórdia foi a primeira obra em língua portuguesa a receber o Prémio Médicis para melhor livro estrangeiro. Jorge recebeu a distinção ex-aequo com a escritora coreana Han Kang.

### Condecorações
- Grã-Cruz da Ordem do Infante D. Henrique de Portugal (9 de Março de 2005)[24]
- Dama da Ordem das Artes e das Letras de França (13 de Abril de 2005)
- Oficial da Ordem das Artes e das Letras de França (14 de Julho de 2015)
- Insígnia de Comendador das Artes e das Letras (18 de Março de 2025)[29]

## Livros
Romances:
- O Dia dos Prodígios - 1980
- O Cais das Merendas  - 1982
- Notícia da Cidade Silvestre - 1984
- A Costa dos Murmúrios - 1988
- A Última Dona - 1992
- O Jardim Sem Limites - 1994
- O Vale da Paixão - 1998
- O Vento Assobiando nas Gruas - 2002
- Combateremos a Sombra - 2007
- A Noite das Mulheres Cantoras - 2011
- Os Memoráveis - 2014
- Estuário - 2018
- Misericórdia - 2022

Contos:
- A Instrumentalina - 1992
- O Conto do Nadador - 1992
- Marido e outros Contos - 1997 (antologia)
- O Belo Adormecido - 2004
- Praça de Londres - 2008
- O Organista - 2014
- O Amor em Lobito Bay - 2016 (antologia)

Literatura Infantil:
- O Grande Voo do Pardal, ilustrado por Inês de Oliveira - 2007
- Romance do Grande Gatão, ilustrado por Danuta Wojciechowska - 2010
- O Conto da Isabelinha - Lilibeth's Tale, ilustrado por Dave Sutton - 2018

Ensaio:
- Contrato Sentimental - 2009

Teatro:
- A Maçon - 1997
- Instruções para Voar - 2016

Poesia
- O Livro das Tréguas - 2019

Crónicas:
- Em todos os Sentidos - 2020

## Prémios literários
- Prémio Malheiro Dias, Academia das Ciências de Lisboa (1981)
- Prémio Literário Cidade de Lisboa  (1982 e 1984), O Cais das Merendas e Notícia da Cidade Silvestre
- Prémio D. Dinis, Fundação Casa de Mateus (1998), O Vale da Paixão
- Prémio Bordallo de Literatura da Casa da Imprensa (1998), O Vale da Paixão
- Prémio Máxima de Literatura (1998), O Vale da Paixão
- Prémio de Ficção do P.E.N. Clube Português (1999), O Vale da Paixão
- Prémio Jean Monet de Literatura Europeia, Escritor Europeu do Ano (2000), O Vale da Paixão
- Grande Prémio da Associação Portuguesa de Escritores (2002), O Vento Assobiando nas Gruas
- Prémio Correntes d’Escritas (2002), O Vento Assobiando nas Gruas
- Albatroz, Prémio Internacional de Literatura da Fundação Günter Grass (2006)
- Grande Prémio da Sociedade Portuguesa de Autores, Millenium BCP (2007)
- Premio Speciale Giuseppe Acerbi, Scrittura Femmenile (2007)
- Prémio Michel Brisset, atribuído pela Associação dos Psiquiatras Franceses (2008), Combateremos a Sombra
- Prémio da Latinidade, João Neves da Fontoura, União Latina (2011)[30]
- Prémio Luso-Espanhol de Arte e Cultura (2014)[31]
- Prémio Vergílio Ferreira (2015)[32]
- Prémio Urbano Tavares Rodrigues (2015)[33]
- Grande Prémio de Literatura dst (2019), Estuário [34]
- Prémio Rosalía de Castro do Centro PEN Galiza (2020)[35]
- Prémio FIL de Literatura em Línguas Românicas de Guadalajara (2020)[36]
- Grande Prémio da Crónica e Dispersos Literários Associação Portuguesa de Escritores /Câmara Municipal de Loulé (2021), Em Todos os Sentidos
- Prémio Vida Literária Vítor Aguiar e Silva (2022/2023)
- Grande Prémio da Associação Portuguesa de Escritores (2022), Misericórdia
- Prémio Eduardo Lourenço 2023 (Centro de Estudos Ibéricos), Misericórdia [37]
- Prémio de Novela e Romance Urbano Tavares Rodrigues 2023 (FENPROF), Misericórdia
- Prémio do PEN Clube Português de narrativa (2023), Misericórdia
- Prémio Literário Fernando Namora (2023), Misericórdia[38]
- Prémio Médicis estrangeiro (2023), Misericórdia[39]
- Prémio Fernando Namora (2024), Misericórdia [40]